# جرالد بول
جرالد وینسنت بول (به انگلیسی: Gerald Vincent Bull) ‏(۹ مارس ۱۹۲۸–۲۰ مارس۱۹۹۰) مهندس کانادایی توسعه‌دهنده توپخانه دوربرد بود. وی برای تحقق ایده خود که پرتاب یک ماهواره به فضا با استفاده از توپ جنگی بود، پروژه‌های متعددی را برای ارتش‌های مختلف دنیا و شرکت‌های اسلحه‌سازی مختلف انجام داد تا اینکه در سال ۱۹۹۰ در خارج از آپارتمان خود در بروکسل، بلژیک ترور شد.
معروف‌ترین توپ جنگی بول جی‌سی-۴۵ و گلوله‌های مخصوص آن که در اوایل دهه ۱۹۸۰ در شرکت تحقیقات فضایی جرالد بول طراحی شد قادر بود اهدافی را در دایره‌ای ۱۰ متری در فاصله ۳۰ کیلومتری هدف قرار دهد و با کمی کاهش دقت برد آن به ۳۸ کیلومتر افزایش می‌یافت. به این ترتیب برد توپ وی حتی از دوربردترین توپ‌های سنگین موجود دنیا هم بیشتر می‌شد، در حالی‌که وزن آن تنها کمی بیشتر از توپ‌های متوسط بود. بول طراحی این توپ را از سال ۱۹۷۵ بر اساس طرح توپ معروف آمریکایی ام۱۰۹ آغاز کرد و اولین مدل آن با نام جی۵ در آفریقای جنوبی تولید و از سال ۱۹۸۲ وارد خدمت نظامی ارتش آفریقای جنوبی شد و به طور کاملاً مؤثری در جنگ علیه آنگولا به کار گرفته شد. مدل‌های بعدی با عنوان جی‌اچ‌ان-۴۵ در اتریش ساخته شده و هر دو کشور ایران و عراق به طور گسترده‌ای در جنگ ایران و عراق از آن استفاده کردند. تایلند، فیلیپین و کویت نیز خود را به این توپ‌ها مجهز کردندو شرکت اسلحه‌سازی نورینکو در چین نیز مدل دیگری از این توپ به نام تایپ۸۹ را تولید و به کویت و ایران فروخت.
آخرین پروژه جرال بول همکاری با صدام حسین برای ساخت توپ‌های غول‌آسای بابل بود که در سال ۱۹۹۰ با ترور وی به پایان رسید. همکاری بول در حساس‌ترین پروژه‌های امنیتی کشورهای مختلف باعث شده بود تا وجود وی تهدیدی برای منافع گروه‌های قدرتمند مختلف دنیا باشد به همین جهت از سازمان‌های اطلاعاتی و دولت‌های اسرائیل، آمریکا، انگلستان، شیلی، ایران، عراق و آفریقای جنوبی به عنوان مسئولان احتمالی ترور وی یاد می‌شود ولی بیشترین گمانه زنی ها نسبت به اسرائیل است.